# Holiday (manzana)
Holiday es una variedad cultivar de manzano (Malus domestica).
Criado en la década de 1940 por Dr. Freeman. S. Howlett en el Centro de Investigación y Desarrollo Agrícola de Ohio, dependiente de la Universidad Estatal de Ohio (Estados Unidos). Las frutas tienen una carne color blanca, con textura crujiente, sabor jugoso, de dulce a ligeramente agridulce con toques de fresa. Tolera la zona de rusticidad delimitada por el departamento USDA, de nivel 4.

## Historia
'Holiday' es una variedad de manzana, criada en la década de 1940 por Dr. Freeman. S. Howlett en el Centro de Investigación y Desarrollo Agrícola de Ohio, dependiente de la Universidad Estatal de Ohio (Estados Unidos). Obtenida a partir del cruce de 'Macoun' como Parental-Madre x polen de 'Jonathan' como Parental-Padre. Fue introducida en los circuitos comerciales en 1964.
'Holiday' se cultiva en la National Fruit Collection (Colección Nacional de Fruta) de Reino Unido donde está cultivada con el número de accesión: 1965-034' y nombre de accesión: Holiday.

## Características
'Holiday' es un árbol mediano, moderadamente vigoroso, erguido, propenso a crecer bastante alto y necesita una poda agresiva para mantener un tamaño útil. Portador de espolones de fructificación. Tiene un tiempo de floración que comienza a partir del 7 de mayo con el 10% de floración, para el 10 de mayo tiene una floración completa (80%), y para el 18 de mayo tiene un 90% de caída de pétalos.
'Holiday' tiene una talla de fruto medio, con altura promedio de 58,00 mm y anchura promedio de 64,00 mm; forma redondo a redondo achatado, nervaduras débiles, y corona muy débil; epidermis con color de fondo blanco amarillento, con color del sobre color con un sobre el cual hay un lavado rojo oscuro que cubre dos tercios de la superficie o más, ligeramente rayado sobre una piel de color amarillo verdoso en la cara sombreada, en la cara expuesta al sol, marcado con grandes lenticelas de color canela, importancia del ruginoso-"russeting" (pardeamiento áspero superficial que presentan algunas variedades) débil; pedúnculo longitud corto y de calibre delgado ubicado en una cavidad profunda y estrecha, con ruginoso-"russeting" en las paredes; cáliz de tamaño pequeño y cerrado, colocado en una cuenca profunda, y estrecha; pulpa de color blanca, con textura crujiente, sabor jugoso, de dulce a ligeramente agridulce con toques de fresa. El sabor se parece al de ('Jonathan'). Desarrolla en la piel una película espesa y cerosa en la madurez.
Su tiempo de recogida de cosecha se inicia a mediados de octubre. Se conserva bien durante tres meses en frío, madurando para obtener los mejores sabores a los dos meses.

## Usos
Se utiliza como una manzana de uso en fresco para postre de mesa.

## Ploidismo
Diploide. Auto estéril, para los cultivos es necesario un polinizador compatible. Grupo C Día 1O.